# Monumento alle Cinque Giornate
Il monumento alle Cinque Giornate è un monumento commemorativo per le vittime dell'insurrezione della città contro le truppe austriache nei giorni fra il 18 e il 22 marzo 1848. Il gruppo scultoreo in bronzo fu realizzato in un arco di tredici anni da Giuseppe Grandi, che lo completò poco prima di morire. Posto in piazza Cinque Giornate a Milano, fu inaugurato nel 1895.
Cinque figure femminili, che incarnano azioni e sentimenti delle Cinque giornate di Milano, animano la scena attorno a un obelisco centrale, su cui sono riportati i nomi dei caduti del 1848. Sono raffigurati anche un'aquila reale e un leone, simboleggianti rispettivamente l'idea di libertà ispiratrice dei moti e la forza a difesa della barricate.
Al di sotto del piano stradale fu realizzata una cripta in cui vennero poste le spoglie dei caduti.

## Storia

### Un monumento provvisorio

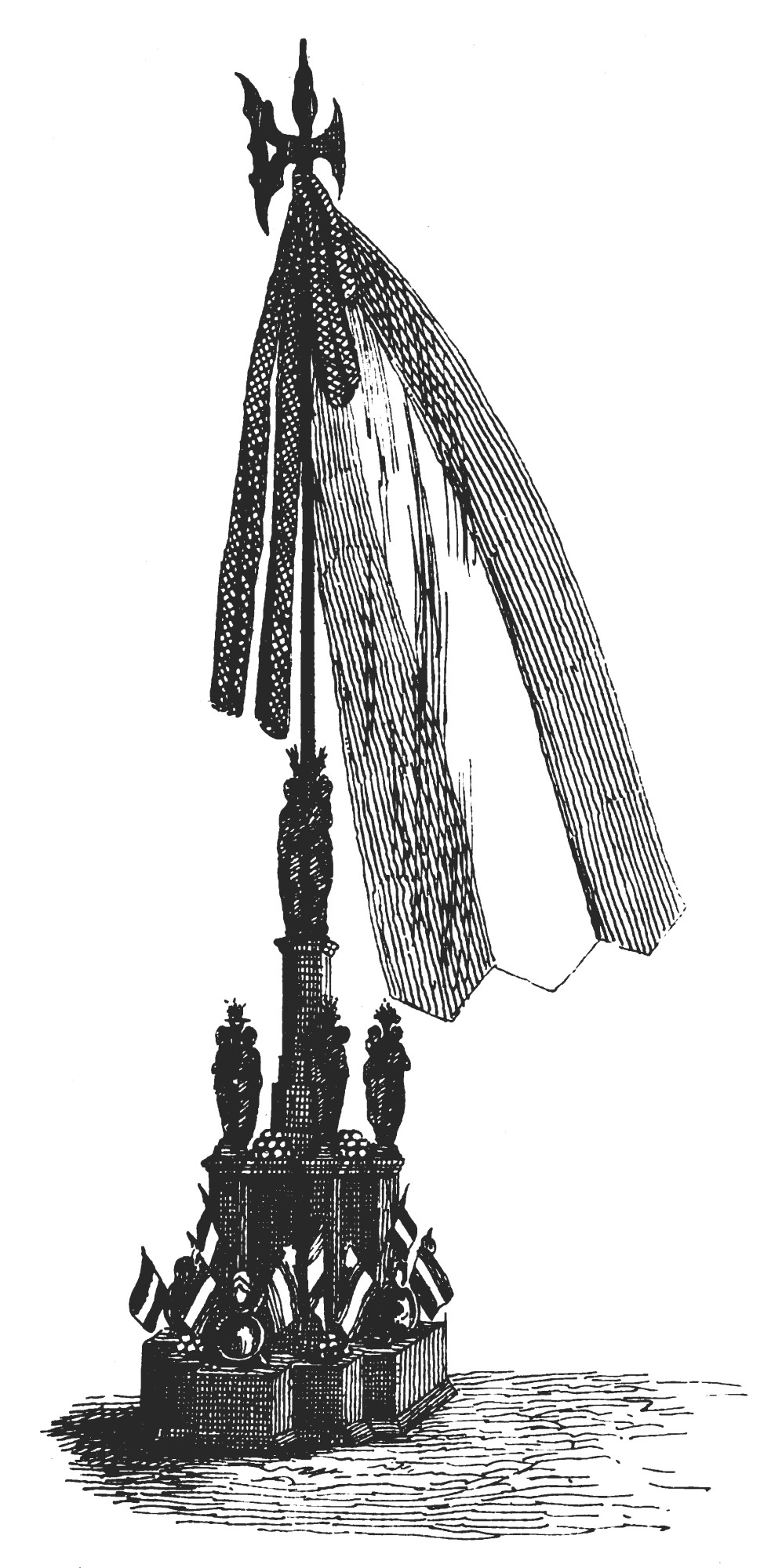
Il monumento provvisorio ai caduti delle Cinque Giornate, 1848

Un primo monumento provvisorio ai caduti fu realizzato sulla piazza del Duomo in occasione dei funerali del 6 aprile 1848.
Sempre il 6 aprile 1848 il Governo provvisorio decretò l'erezione di un monumento effettivo, ma il ritorno degli austriaci pose fine al progetto.
Il monumento pei Martiri della Patria sarà eretto nel borgo di Porta Tosa. Quella Porta quind'innanzi si chiamerà Porta Vittoria, per essere stata espugnata la prima dal valore del popolo.
Milano, il 6 aprile 1848.
CASATI, Presidente ecc.»

### I concorsi
Nel 1860 come monumento per la celebrazione della ricorrenza delle Cinque Giornate venne indicata dal comune la Colonna del Verziere, che venne denominata Colonna della Vittoria; fu anche inserita una prima lapide a ricordo dei caduti. L'anno successivo vennero anche aggiunte lapidi con i nomi dei caduti.
Nel 1862 l'Accademia di Belle Arti bandì un concorso per il premio "Innocente Vittadini" (in collaborazione con il Comune) per la realizzazione di «un edificio monumentale per decorare l'ingresso in città a Porta Vittoria»; l'edificio poteva essere «ad arco, a corpi staccati o come meglio piacerà ai concorrenti» facendo in modo «di dare al monumento l'impronta del significato storico della sua denominazione, quello cioè di ricordare il fatto glorioso delle cinque giornate, nelle quali il popolo riuscì vittorioso sullo straniero». Il limite di spesa per la realizzazione era di lire 400.000. Ci furono nove concorrenti, ma il premio non fu assegnato.
Visto il perdurare dell'inazione municipale, nel 1872 ebbe inizio una sottoscrizione pubblica per la realizzazione del monumento; nel 1873 in città si aprirono anche le sottoscrizioni per il monumento a Napoleone III e per il monumento ai Caduti di Mentana, tra loro concorrenti a causa di contrapposizioni politiche, mentre il monumento alle Cinque giornate fu sostenuto dall'intera popolazione.
(Per G. Garibaldi, BASSO. - Caprera, 23 gennaio 1873.)
Nel maggio 1879, grazie alle sottoscrizioni e al contributo dell'erario, si aprì un concorso per la presentazione di progetti non di un monumento scultoreo ma di una struttura architettonica; il termine era stabilito nel 31 dicembre dello stesso anno.
Nel gennaio 1880 furono esaminati più di cento progetti presentati e venne premiato quello presentato da Luca Beltrami; il Comune di Milano però non approvò il progetto e stabilì di aprire un secondo concorso identico al primo.
CONDIZIONI DEL PROGRAMMA DI CONCORSO approvate dal Consiglio Comunale nelle sue Adunanze 10, 12 e 13 Maggio 1879 e riproposte per deliberazione del giorno 26 Marzo 1880.
1. Il Comune di Milano invita gli artisti al concorso per il progetto di un monumento architettonico da costruirsi in commemorazione delle gloriose Cinque Giornate di Milano del marzo 1848.
2. Il monumento avrà forma di arco trionfale, di propileo o di altro consimile edificio, e sarà informato ad una grandiosa semplicità di masse e ad una nobile sobrietà di ornamenti. È lasciata libera la scelta dello stile, e la maniera di esprimere la destinazione morale del monumento.
3. L'edificio sorgerà sul prolungamento dell'asse del corso di Porta Vittoria ed avrà il suo prospetto esterni sulla linea indicata con le lettere AB nel tipo dell'attuale località, unito a questo programma.
4. La somma totale destinata al monumento non potrà superare il mezzo milione di lire.
5. I concorrenti dovranno presentare:
  - I disegni d'insieme del monumento comprendenti le piante, le facciate, le sezioni necessarie a dare un'idea compiuta del progetto, nel rapporto di 0,025 (un quarantesimo dell'esecuzione);
  - I dettagli principali architettonici e decorativi nel rapporto di 0,20 (un quinto dell'esecuzione);
  - Una veduta prospettica e colorata del monumento, dove appariscano le diverse tinte dei materiali da impiegarsi;
  - Il conto preventivo del monumento, compresa ogni opera dalle fondazioni all'eventuale parte statuaria; sicché, applicando a tutti i diversi lavori i pezzi indicati nel volume pubblicato a Milano dalla tipografia Giacomo Pirola l'anno 1878 col titolo Capitolato normale d'oneri ed Elenco dei prezzi unitarii per le somministrazioni ed opere ai fabbricati comunali, risulti una spesa massima di cinquecentomila lire.
6. Tutti i fogli di ciascun progetto porteranno un motto ripetuto sulla busta di una lettera suggellata, nella quale starà l'indicazione del nome, casato e domicilio dell'autore. verrà aperta la sola busta del concorrente prescelto.
7. Il termine utile per la presentazione delle opere di concorso scade alle ore 4 pomeridiane del giorno 18 marzo 1881. le opere dovranno venire consegnate all'Economato del Municipio di Milano, il quale ne rilascerà ricevuta. Il Comune farà custodire le opere con molta cura, ma non si tiene garante della loro conservazione. Tutte le opere, eccetto quella che venisse prescelta ed acquistata dal Municipio, si dovranno ritirare sulla presentazione della ricevuta municipale entro due mesi dalla pubblicazione della delibera del Consiglio. Oltre a questo termine il Comune non risponde della loro custodia.
8. Al giudizio procederà la pubblica mostra dei progetti ammessi al concorso.
9. Il Giurì sarà formato di undici membri, compreso il Sindaco, che lo presiederà in persona o col mezzo di un Assessore. Cinque dei detti membri verranno eletti dal Consiglio Comunale e cinque dalla Regia Accademia di belle arti di Milano. Il Giurì procederà secondo le consuete norme delle Commissioni municipali.
10. Le conclusioni del Giurì dovranno essere motivate in un rapporto al Consiglio Comunale che verrà pubblicato a spese del Comune.

NB. Il Municipio avrà diritto di acquistare per la somma di L. 6000 (seimila) il progetto che il Consiglio Comunale prescegliesse per essere eseguito, giusta l'avviso di concorso 9 giugno 1880 N. 25524-3378.»

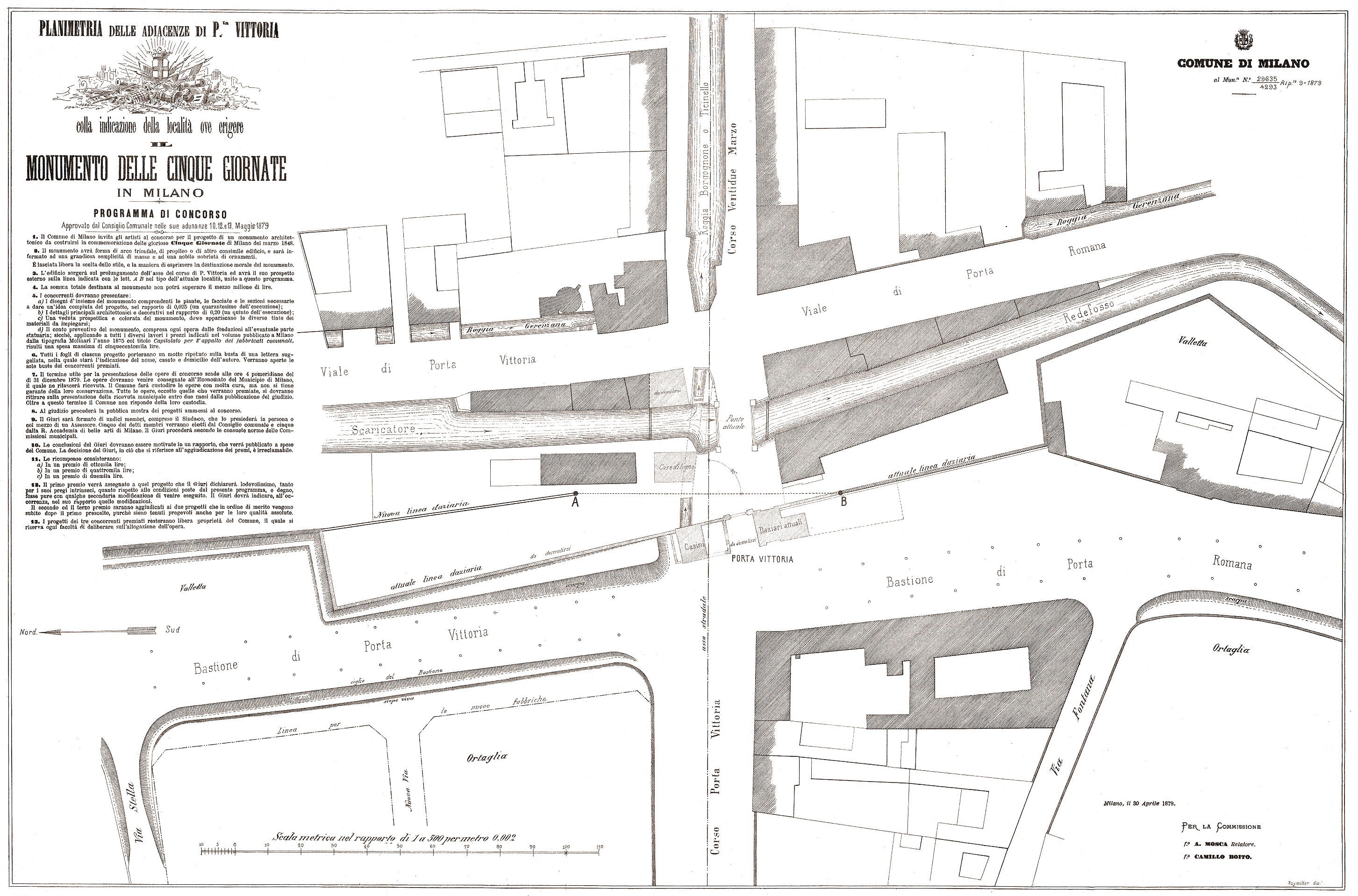
Planimetria per il concorso del 1879
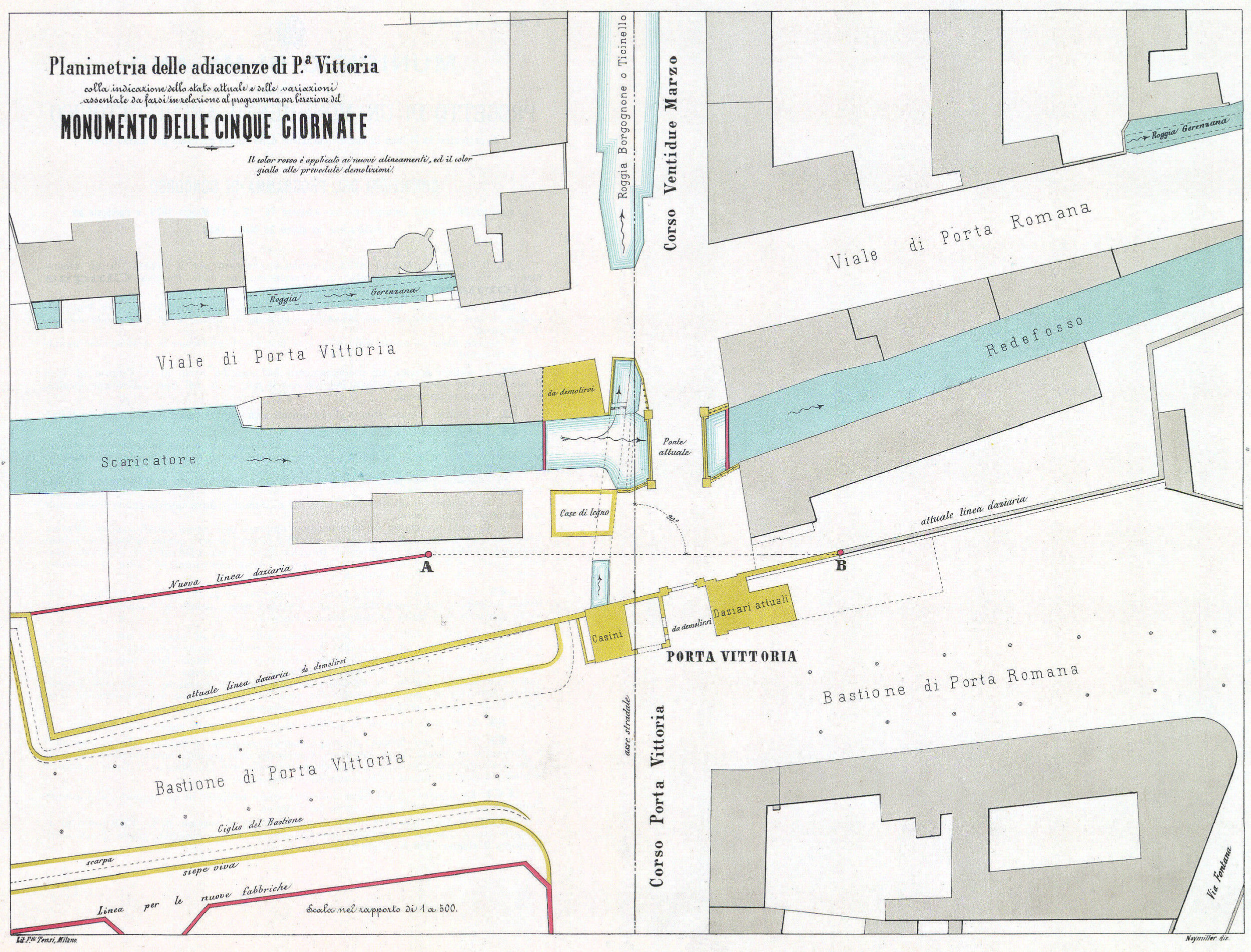
Planimetria per il concorso del 1880

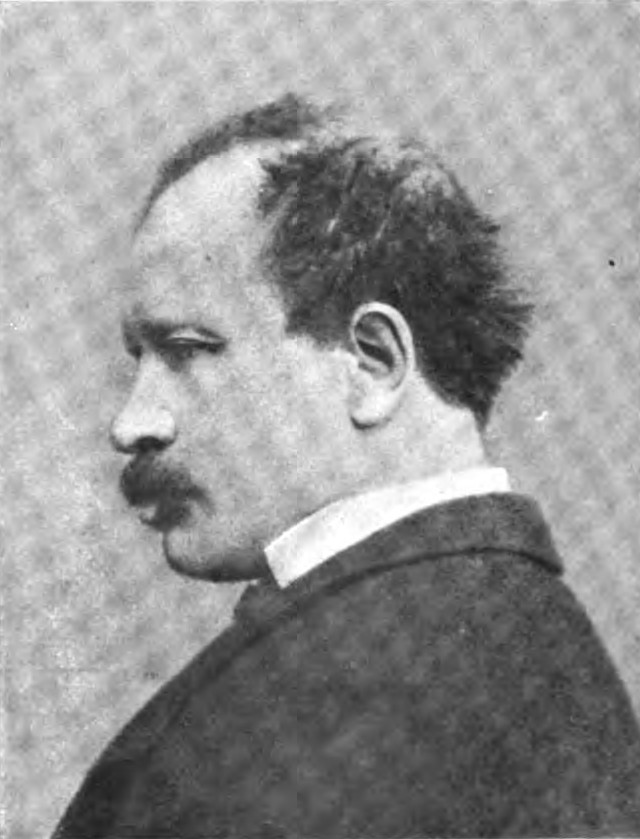
Giuseppe Grandi

Furono presentati 82 progetti e la commissione, pur lodando alcune opere, stabilì che nessuna opera riusciva a trovare «quell'alto pensiero, quel nobile svolgimento, quel singolare e animoso spirito d'arte che occorrono per rammentare ai posteri nientemeno che la gloria delle Cinque Giornate». Suggerirono però di realizzare il progetto presentato da Giuseppe Grandi, opera scultorea che non rispettava il programma del concorso.
(Giudizio delle Commissione)
Nei giorni di esposizione al pubblico quel bozzetto aveva attirato anche l'attenzione di numerosi visitatori.
(L. Chirtani)
Il Grandi intendeva realizzare un insieme di figure attorno ad un obelisco.
(Giuseppe Grandi, descrizione del proprio bozzetto)

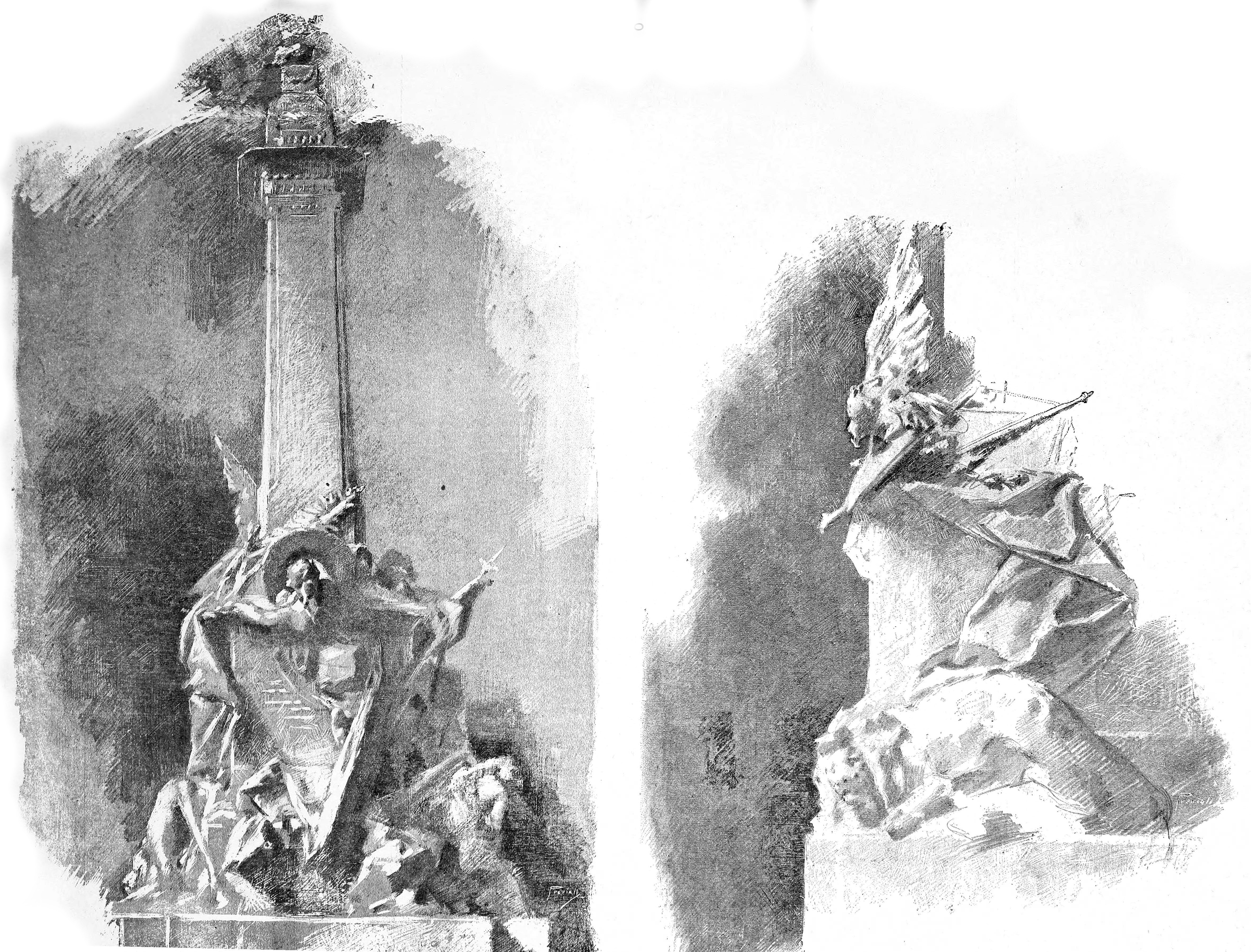
Bozzetto presentato da Grandi nel 1880 (schizzi di Gaetano Previati)

L'8 luglio 1881 il Comune approvò il progetto presentato dal Grandi, provocando le proteste di architetti (bocciati al concorso) e di scultori (non previsti dal concorso).

### La realizzazione

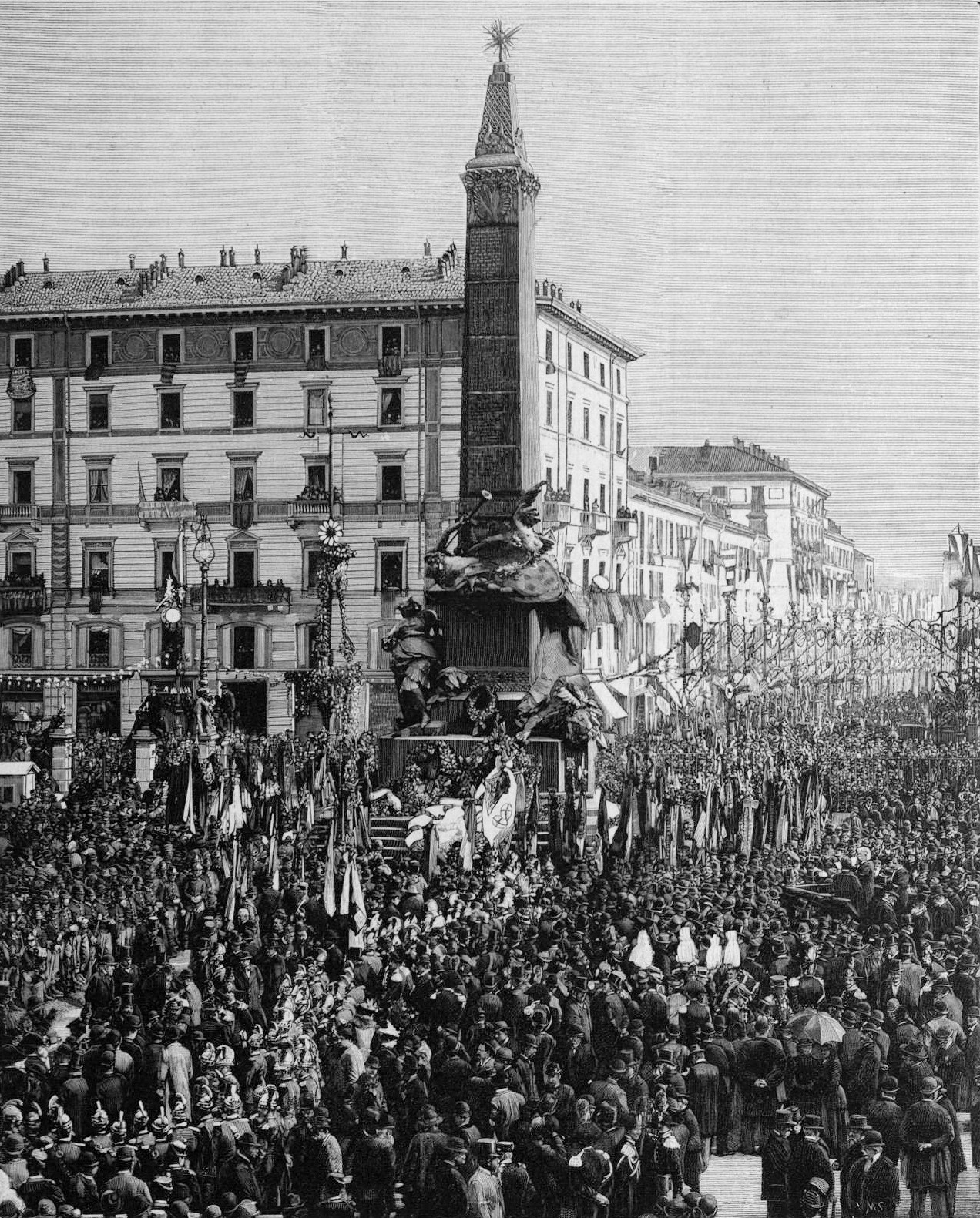
Inaugurazione, 18 marzo 1895

Per la realizzazione furono necessari tredici anni, durante i quali lo scultore apportò alcune modifiche (semplificando l'obelisco come indicato dalla commissione).
Alcuni ripensamenti e alcuni problemi con le fusioni delle enormi figure provocarono ripetuti ritardi, che in occasione delle annuali celebrazioni delle Cinque Giornate portarono a lamentele da parte di veterani e di reduci che attendevano la conclusione del monumento.
Giuseppe Grandi morì il 30 novembre 1894. In suo onore l'opera, già terminata, venne mostrata al pubblico nella giornata del 6 dicembre.
L'inaugurazione si svolse la mattina del 18 marzo 1895 con la città parata a lutto.
Ci furono due discorsi, uno del sindaco Giuseppe Vigoni e uno del senatore Giuseppe Robecchi, veterano dei moti del 1848.
(dal discorso del sindaco Vigoni)

## Descrizione

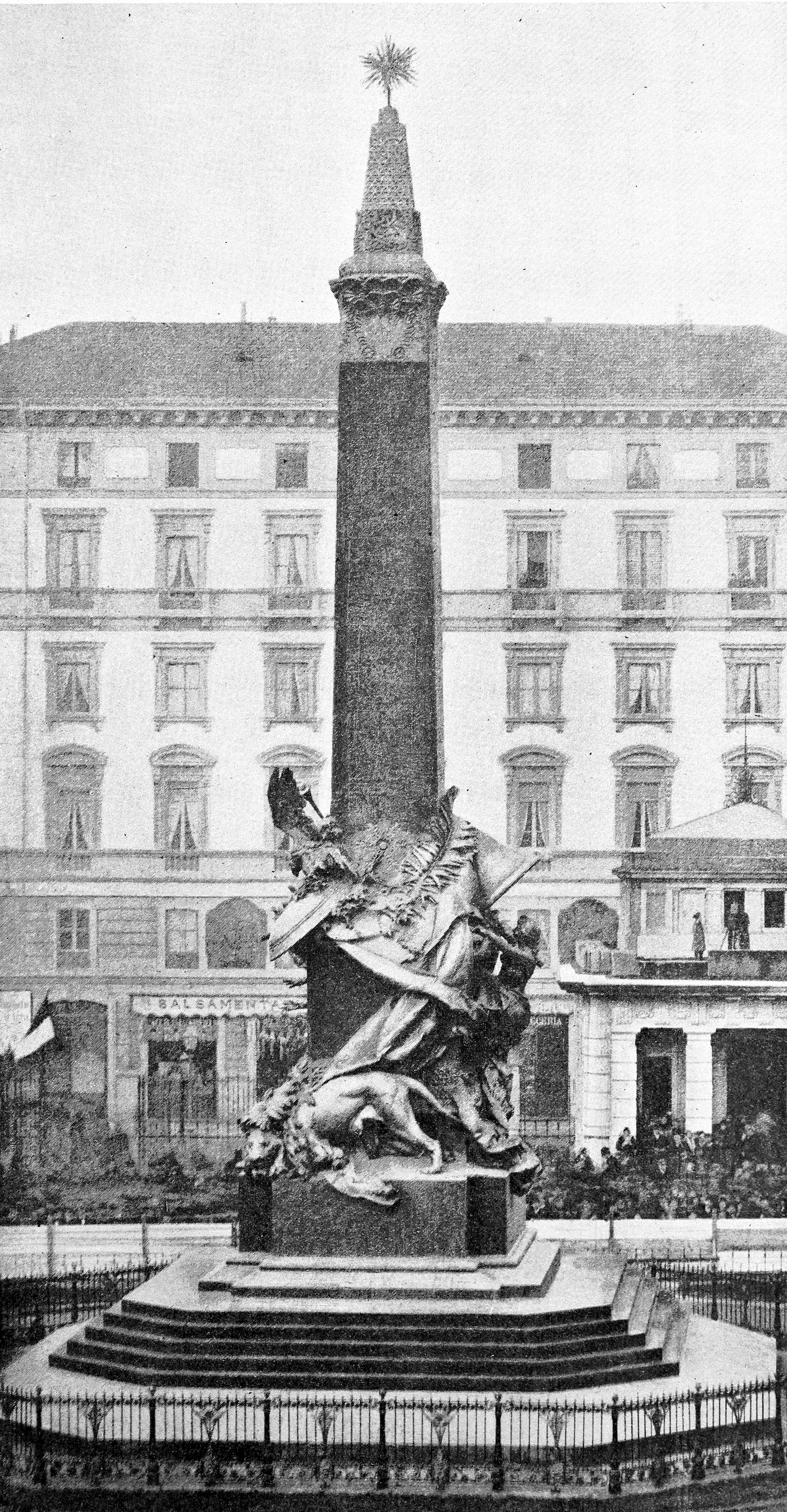
Veduta d'insieme, 1894

Un piano di pietra grigia di Biella circonda i cinque gradini in granito di Svezia; al centro, sopra un plinto bronzeo, è posto l'obelisco sempre in bronzo alto circa 23 metri, sul quale vennero scolpiti in lettere dorate i nomi dei caduti.
Le cinque figure femminili (per le quali Grandi utilizzò cinque diverse modelle) erano identificate con le Cinque Giornate.
- Prima giornata (modella Maria Torrani): «nota dominante della quale fu il frastuono assiduo delle campane a martello; e perciò essa fu posta verso la campagna, volendo appunto significare, che quel suono a martello era dato per chiamare al soccorso i fratelli lombardi».
- Seconda giornata (modella Giovannina Porro): «piange d'un pianto, che oggi ancora ci viene sulle ciglia, ripensando alle carneficine, ai martiri orrendi, con cui gli sgherri dell'Austria si infamarono dopo il primo dì della riscossa, prima di ritrarsi nel castello e nei sobborghi, o di asserragliarsi nel palazzo reale e nelle caserme».
- Terza giornata (modella Luigia Prati): «sono logiche e pensate, e l'azione disperata (che la storia conferma) e le proporzioni colossali della terza figura; tanto pensate, che il Grandi durò non poca fatica a trovare la modella. Quelle proporzioni colossali dovevano giustamente impersonare agli occhi suoi il momento in cui lo spirito lombardo era appunto scattato nella più formidabile e disperata delle sue ribellioni».
- Quarta giornata (modella Innocentina Rossi) e Quinta giornata (modella Tacita Chiodini): «avvolte e sopportate da un immenso e svolazzante drappo di bandiera — quel gruppo, che sembra come rapito da un alito sovrumano di speranza e di tripudio, non lo si direbbe di bronzo, tanto appare leggiero».

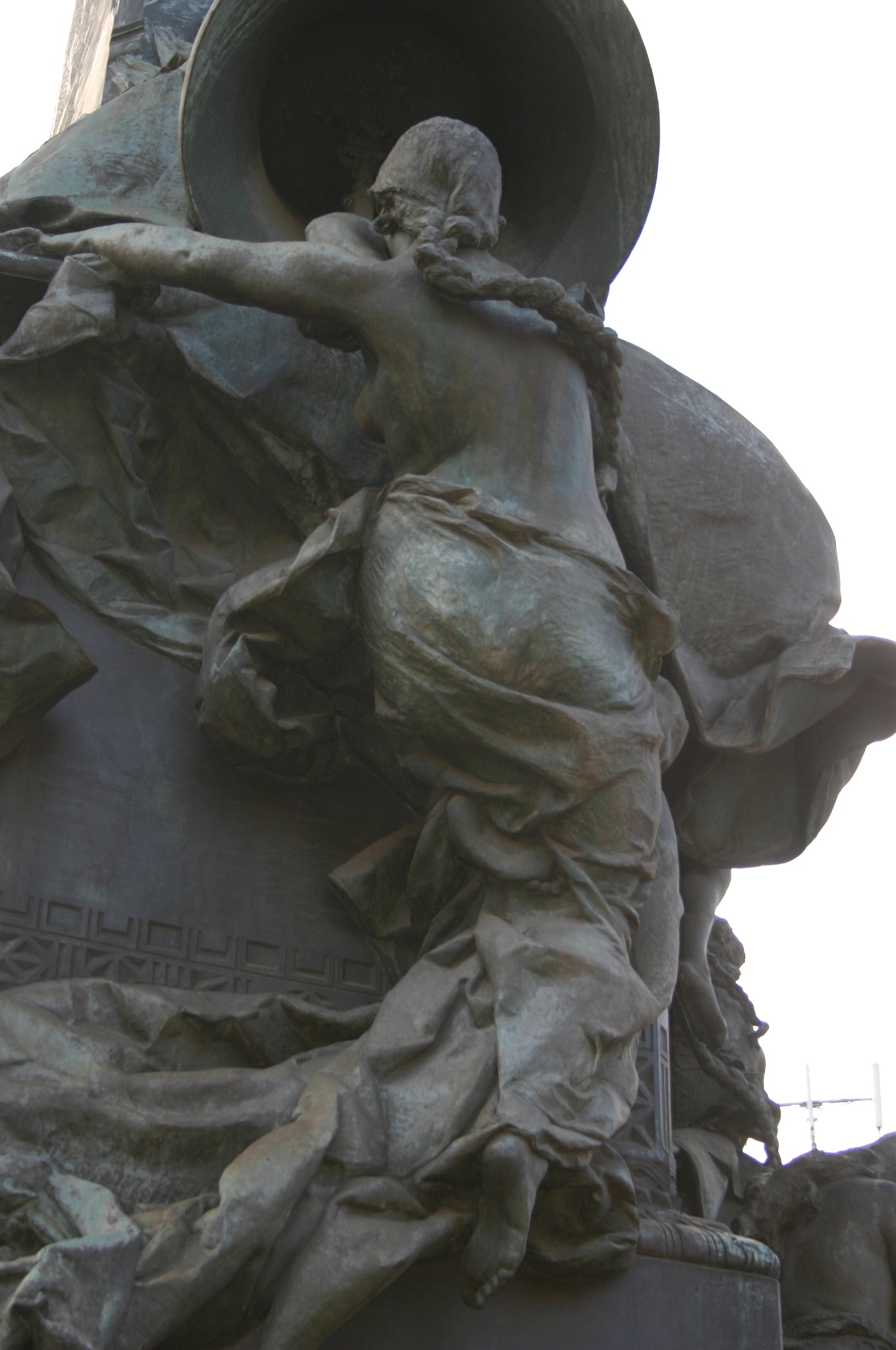
Chiamata a raccolta o Prima giornata
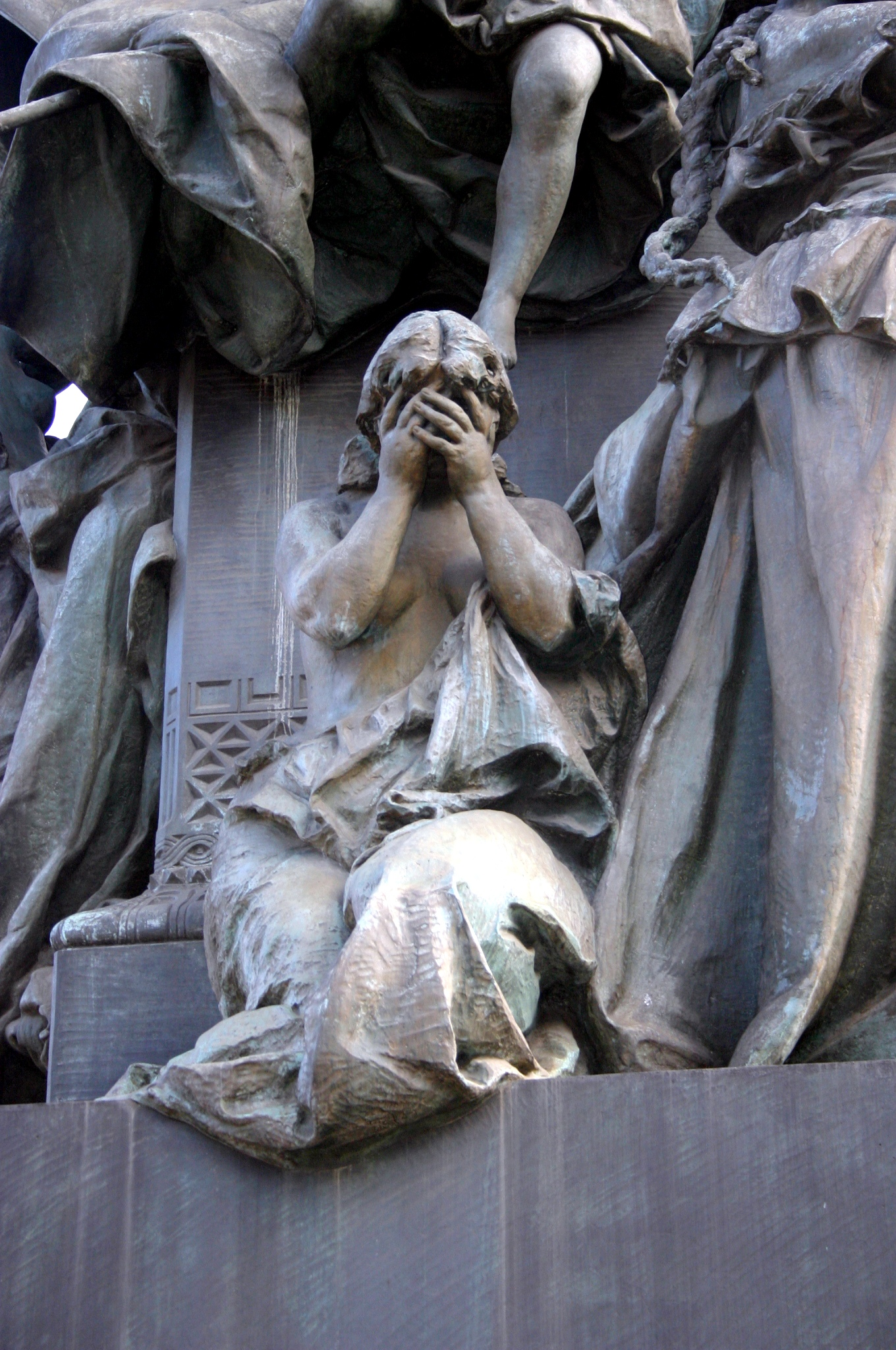
Dolore o Seconda giornata
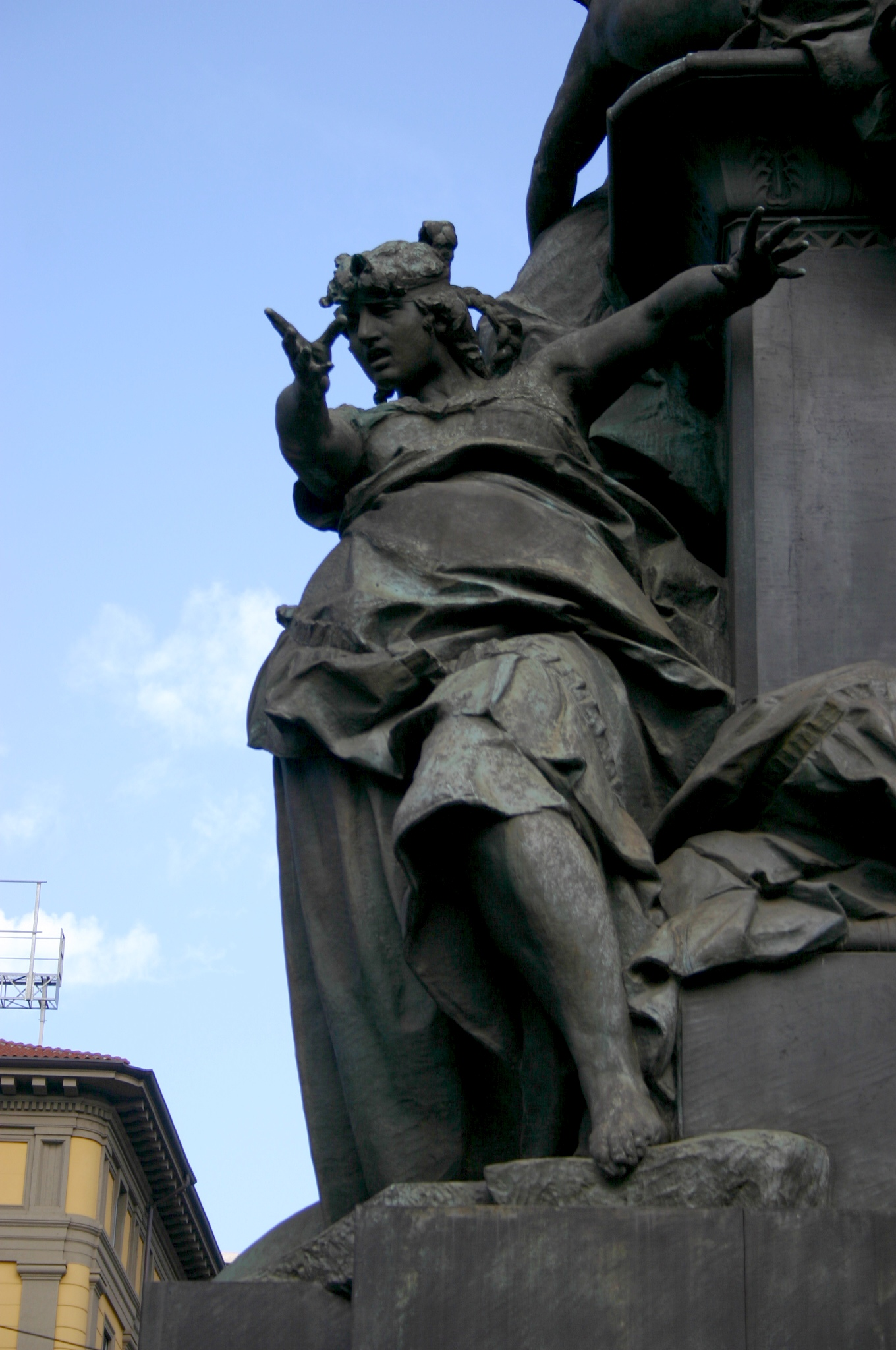
Incitamento alle barricate o Terza giornata
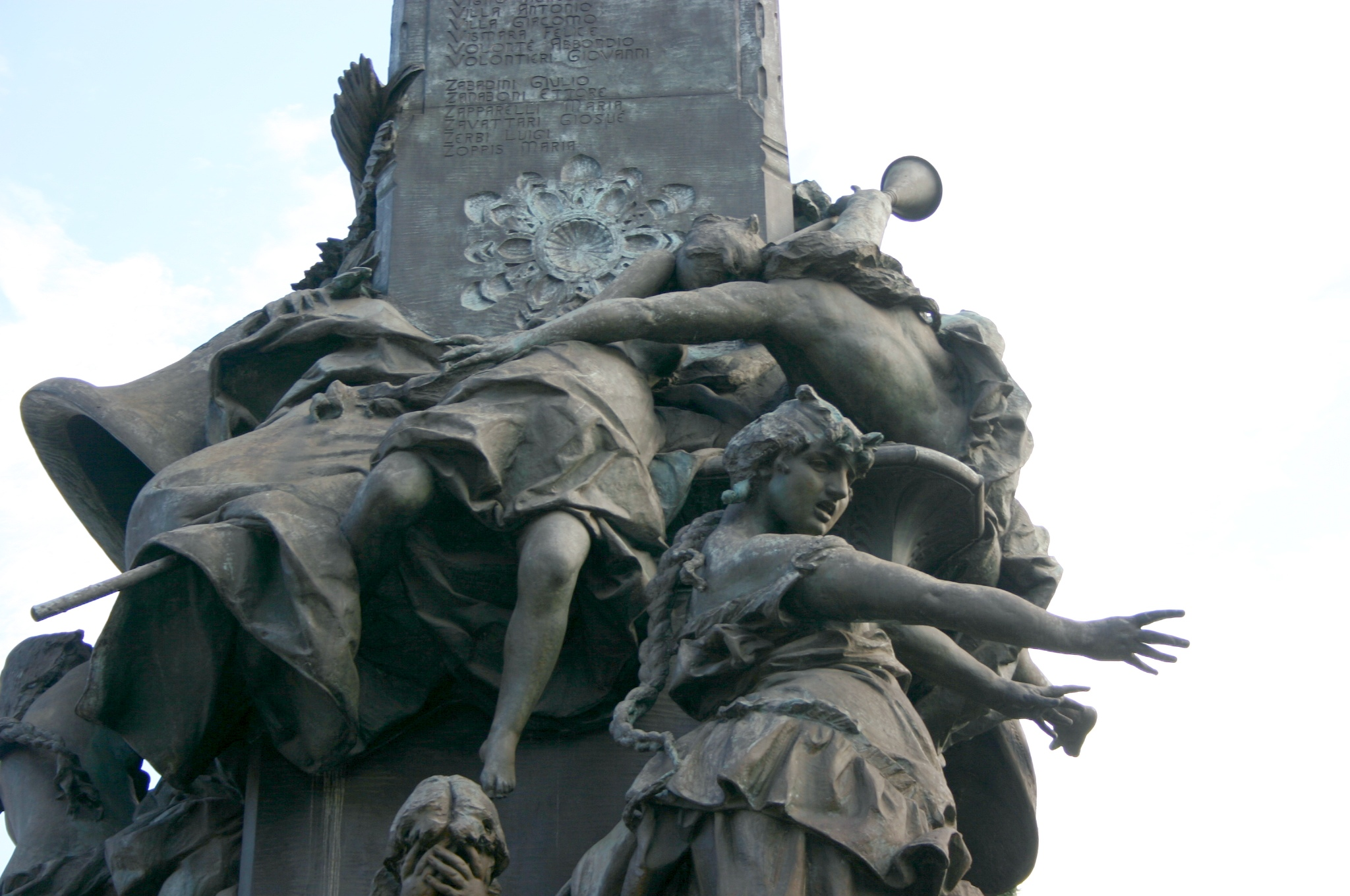
Fama (Quinta giornata) solleva Vittoria (Quarta giornata) (parte superiore dell'immagine)
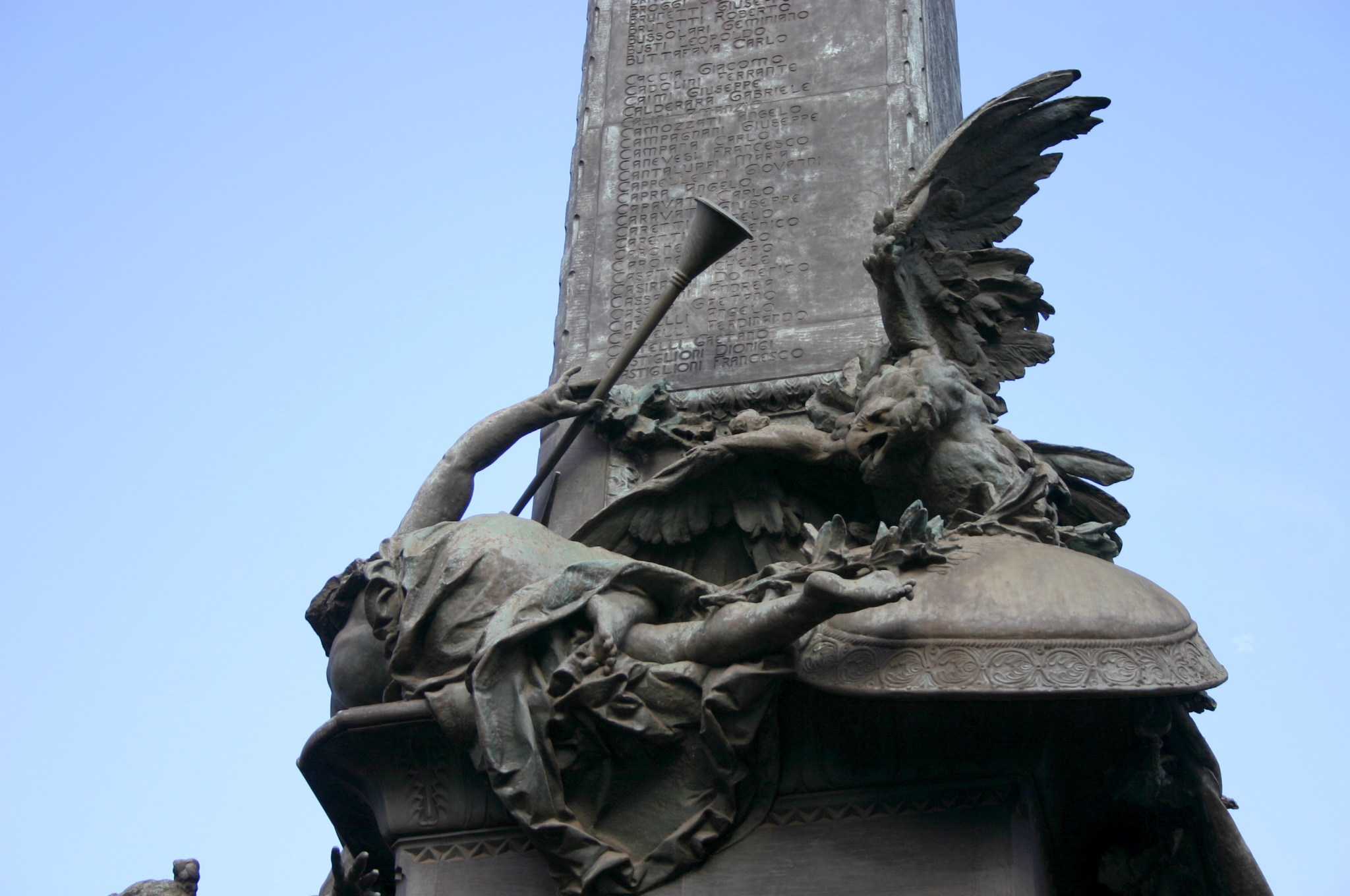
Fama o Quinta giornata insieme all'aquila (Il gran pensiero)
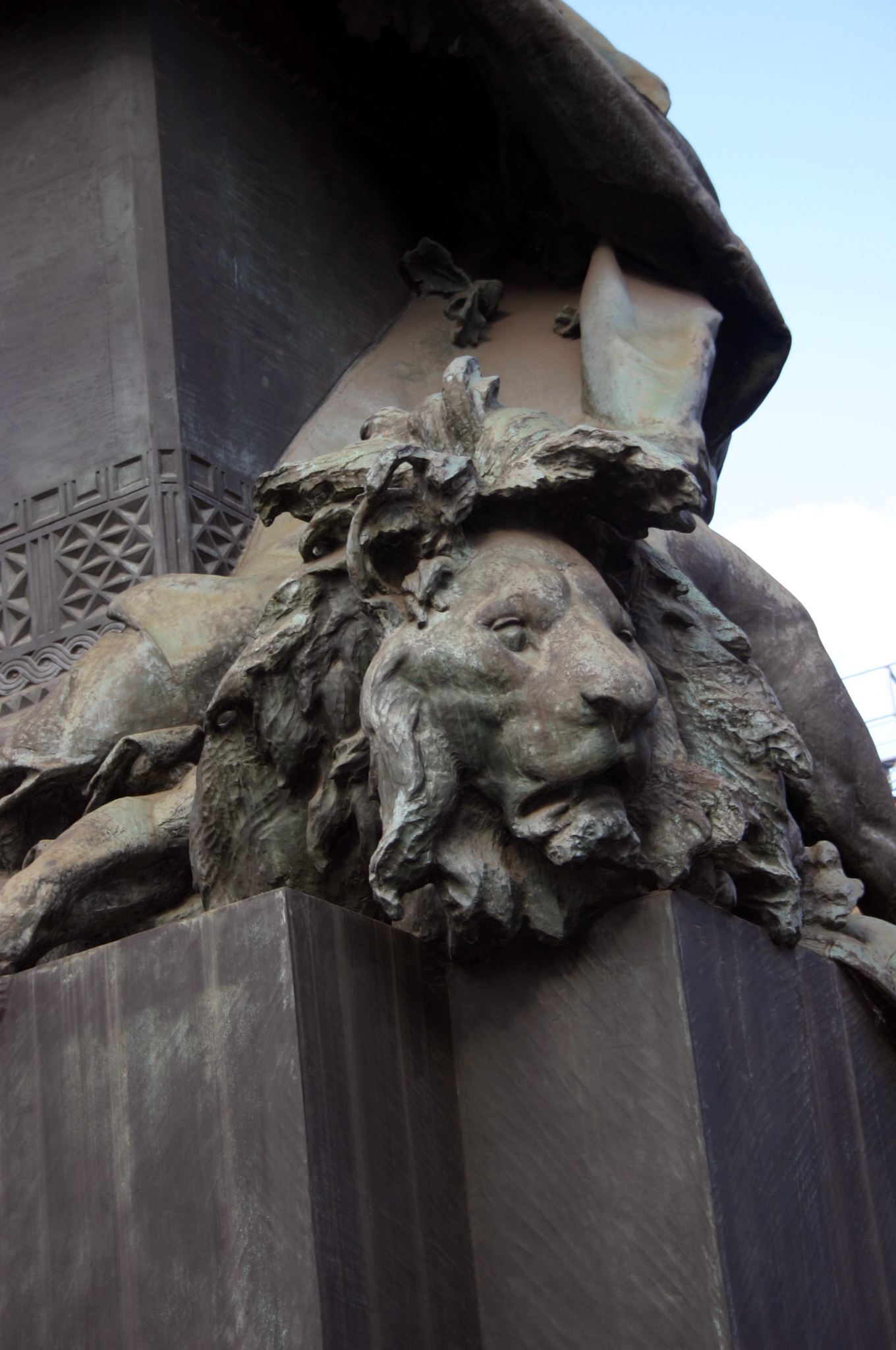
Il leone (La difesa delle barricate)

Per poter raffigurare realisticamente i due animali, Grandi fece venire dall'estero un leone e un'aquila reale, tenendoli per un periodo nel proprio studio.
(Carlo Dossi, Note azzurre)
Sulla campana è presente un'iscrizione latina.

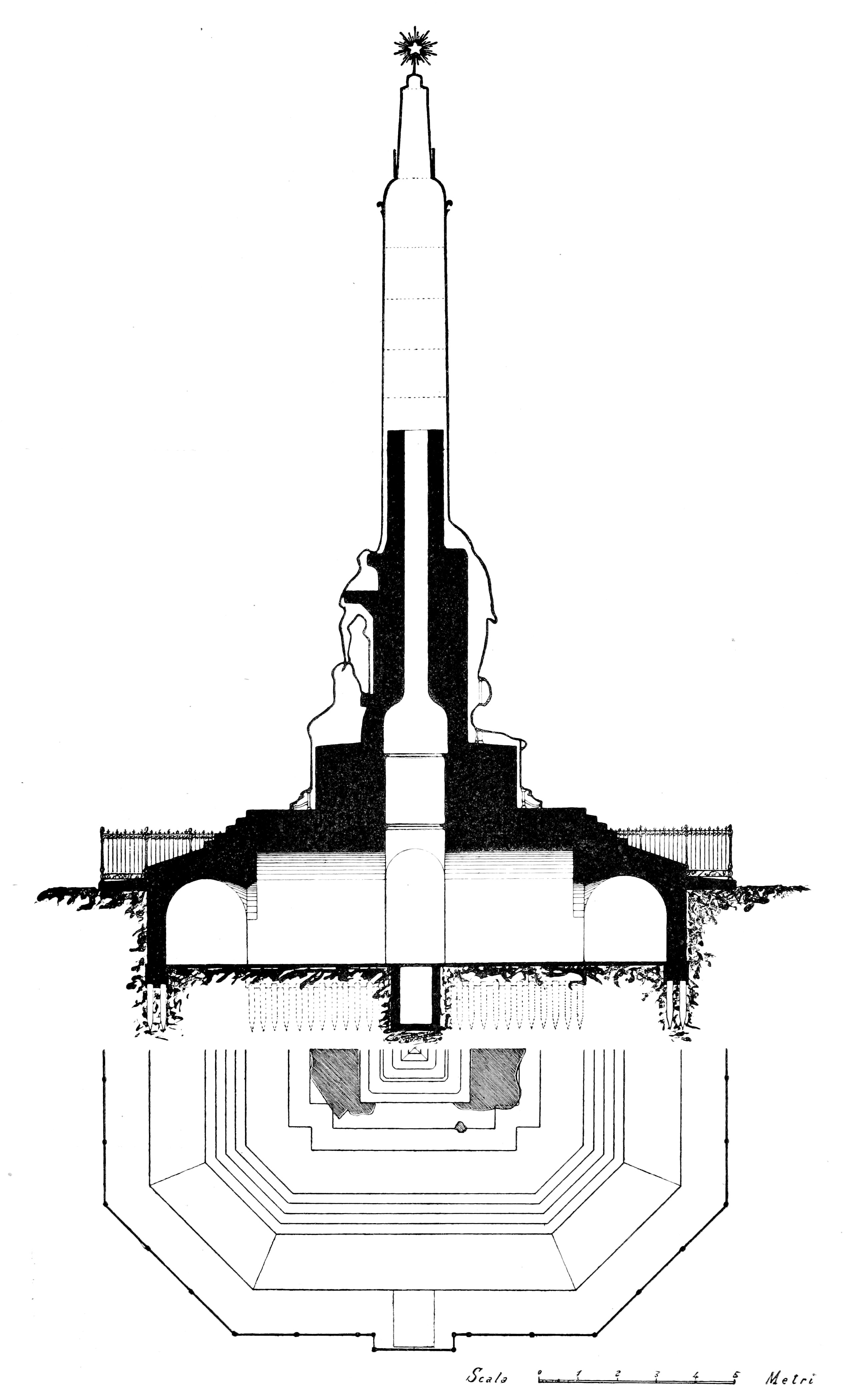
Sezione e pianta
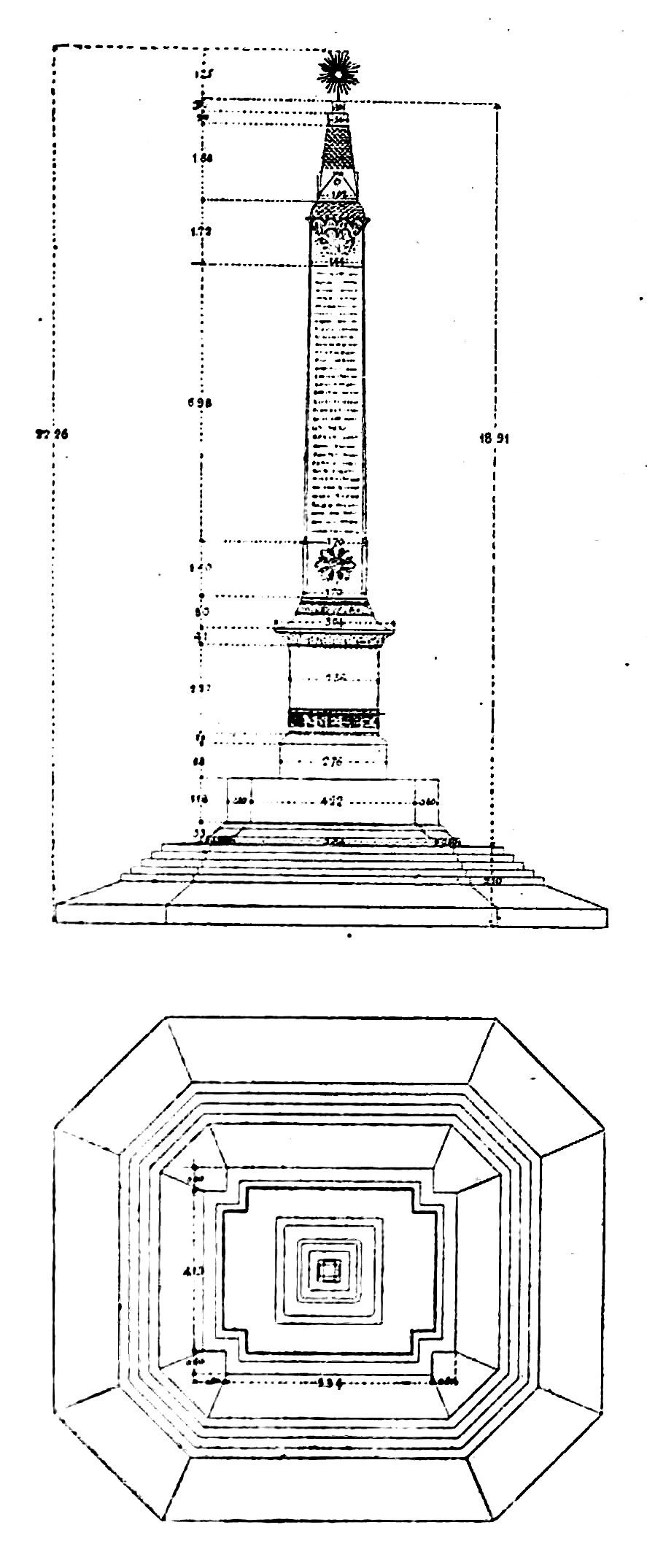
Dimensioni

### Cripta

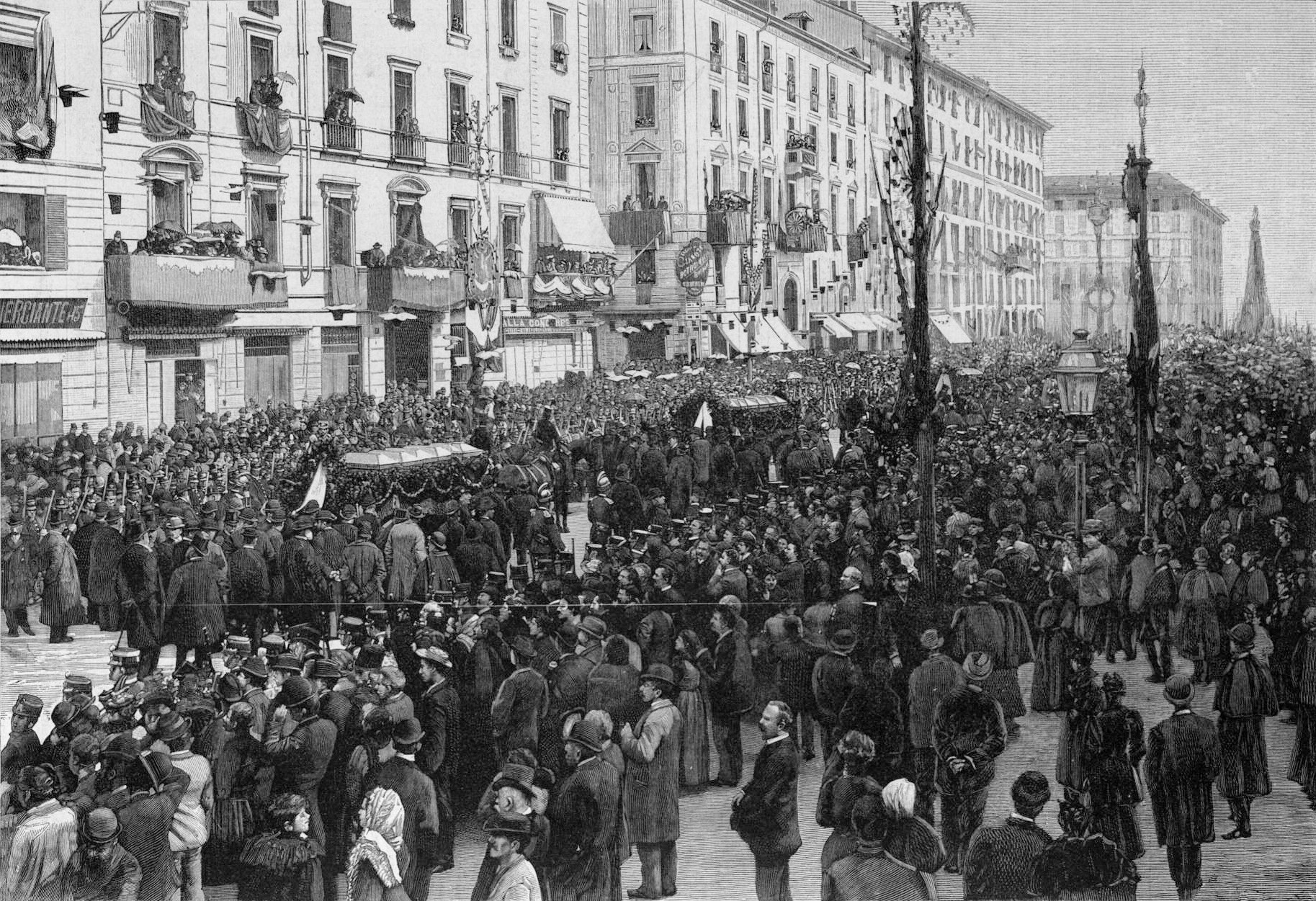
Corteo per il trasporto delle ossa dei caduti nella cripta del monumento

Al di sotto del monumento venne realizzata una cripta per conservare i resti dei caduti delle Cinque giornate.
Sono presenti quattro lapidi in marmo di Carrara con le seguenti iscrizioni composte dal senatore Andrea Verga.
- (All'ingresso)
  - DAGLI IPOGEI DEL TEMPIO / DEL GRANDE OSPITALE DI MILANO / IL 18 MARZO 1895 / QUI FURONO TRASLATI LI AVANZI / DI COLORO CHE NELLE CINQUE GIORNATE DEL MARZO 1848 / CADENDO SOTTO IL FERRO NEMICO / PREPARARONO ALLA LOMBARDIA E ALL'ITALIA TUTTA / UN'ÈRA NUOVA D'INDIPENDENZA E DI LIBERTÀ.
- (In fondo)
  - GRATITUDINE, AMMIRAZIONE, CARITÀ DI PATRIA / RENDANO SACRO AGLI ITALIANI / QUESTO MONUMENTO / CHE RICORDA IL PIÙ EROICO DEI CONFLITTI / E CONSERVA I CARI NOMI E LE PREZIOSE RELIQUIE DELLE SUE VITTIME / AL SUONO D'INNI FESTOSI E DI SANTE PROPOSTE / ESULTINO LE OSSA UMILIATE.
- (A sinistra)
  - PARGOLI INNOCENTI / FECERO PIÙ PIETOSA E SANTA / LA CAUSA / CHE LI EBBE INCONSCI OLOCAUSTI. / DONNE MITI E GENTILI PARTECIPI ALL'IMPARI LOTTA / MORIRONO INCORANDO I LORO / PERDONANDO AL NEMICO. / CITTADINI INERMI / TRUCIDATI DALLA RABBIA DELLA SCONFÌTTA / INVIDIAVANO / IL CONFORTO DEL MORIR COMBATTENDO.
- (A destra)
  - FIGLI DI QUEI CHE VINSERO A LEGNANO / MOSTRARONO INVIGORITI DALLA LUNGA OPPRESSIONE / L'ANIMO E IL BRACCIO. / SORSERO POCHI E MALE ARMATI / CONTRO OSTE NUMEROSA, AGGUERRITA / NELLA GIUSTIZIA DELLA CAUSA / ERA LA LORO FEDE E LA LORO FORZA. / CADDERO PUGNANDO DA PRODI / IL SORRISO DELL'AVVENIRE SULLE LABBRA / DIO E LA PATRIA NEL CUORE.

La cripta è visitabile solo tra il 18 e il 22 marzo di ogni anno per la ricorrenza delle Cinque Giornate.

### Iscrizioni aggiuntive
Ai quattro lati della base del monumento vennero aggiunte quattro iscrizioni in momenti diversi.
- Lato ovest (1898)
  - I LOMBARDI NELL'ARGENTINA / COMMEMORANDO IL 50° ANNIVERSARIO / DELLE CINQUE GIORNATE 1848
- Lato sud (1916)
  - INIZIO EBBE DA VOI / COMPIMENTO AVRÀ DAI NUOVI EROI / LA LIBERAZIONE D'ITALIA / DAL TEDESCO CONCULCATORE. / GLORIA A QUANTI CADDERO / A QUANTI CADONO E CADRANNO / PER LA CAUSA SANTA. / MILANO INTERVENTISTA / 18 MARZO 1916
- Lato nord (1920)
  - PROSTRATO IL SECOLARE NEMICO / LA PATRIA / PER MERAVIGLIOSA VIRTÙ DE' SUOI FIGLI / VITTORIOSA TRIONFANTE / SCIOLSE COSÌ IL VOTO / DEI GENEROSI COMBATTENTI / DELLE CINQUE GIORNATE. / MILANO PATRIOTTICA / VOLLE TANTO SOSPIRATO EVENTO / ETERNARE IN QUESTO BRONZO / 4 - 11 - 1920
- Lato est (1998)
  - L'ASS. NAZ. COMBATTENTI E REDUCI / SEZIONE PORTA VITTORIA / RICORDA / I GLORIOSI CADUTI / DELLE CINQUE GIORNATE DI MILANO / 18-22 MARZO 1848 / NEL 150° ANNIVERSARIO / 18 - 3 - 1998

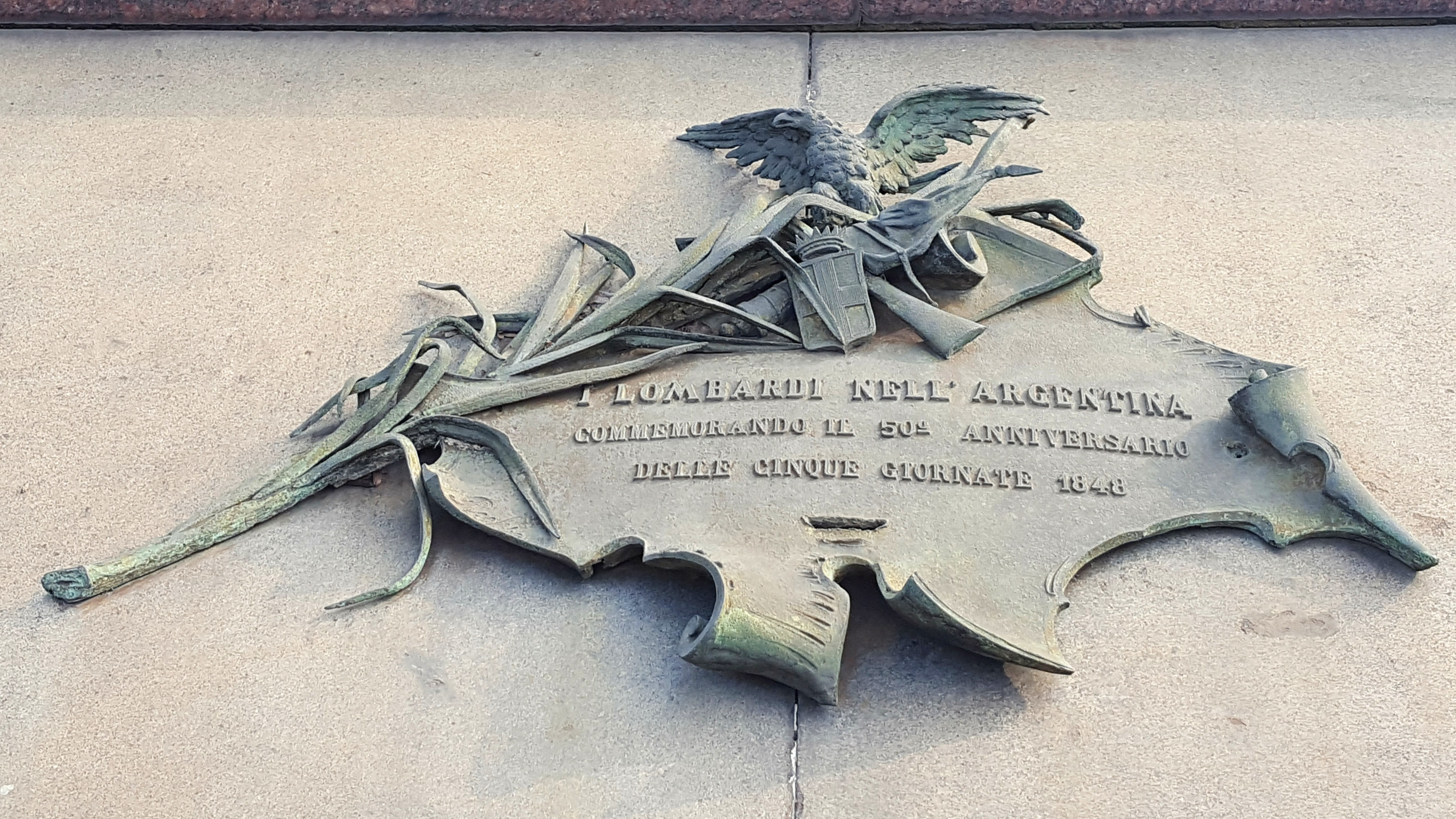
Iscrizione del 1898 (lato ovest)
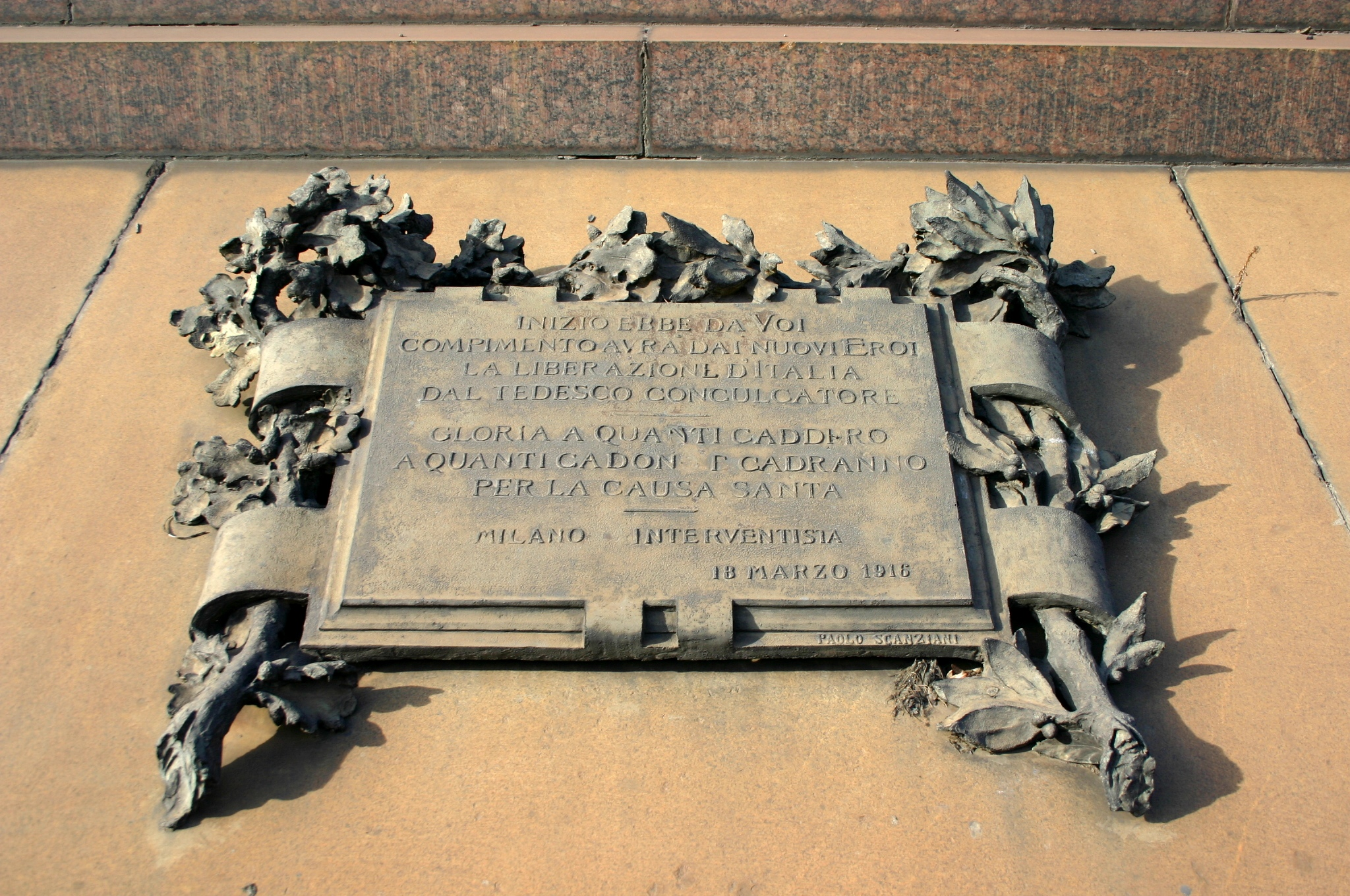
Iscrizione del 1916 (lato sud)
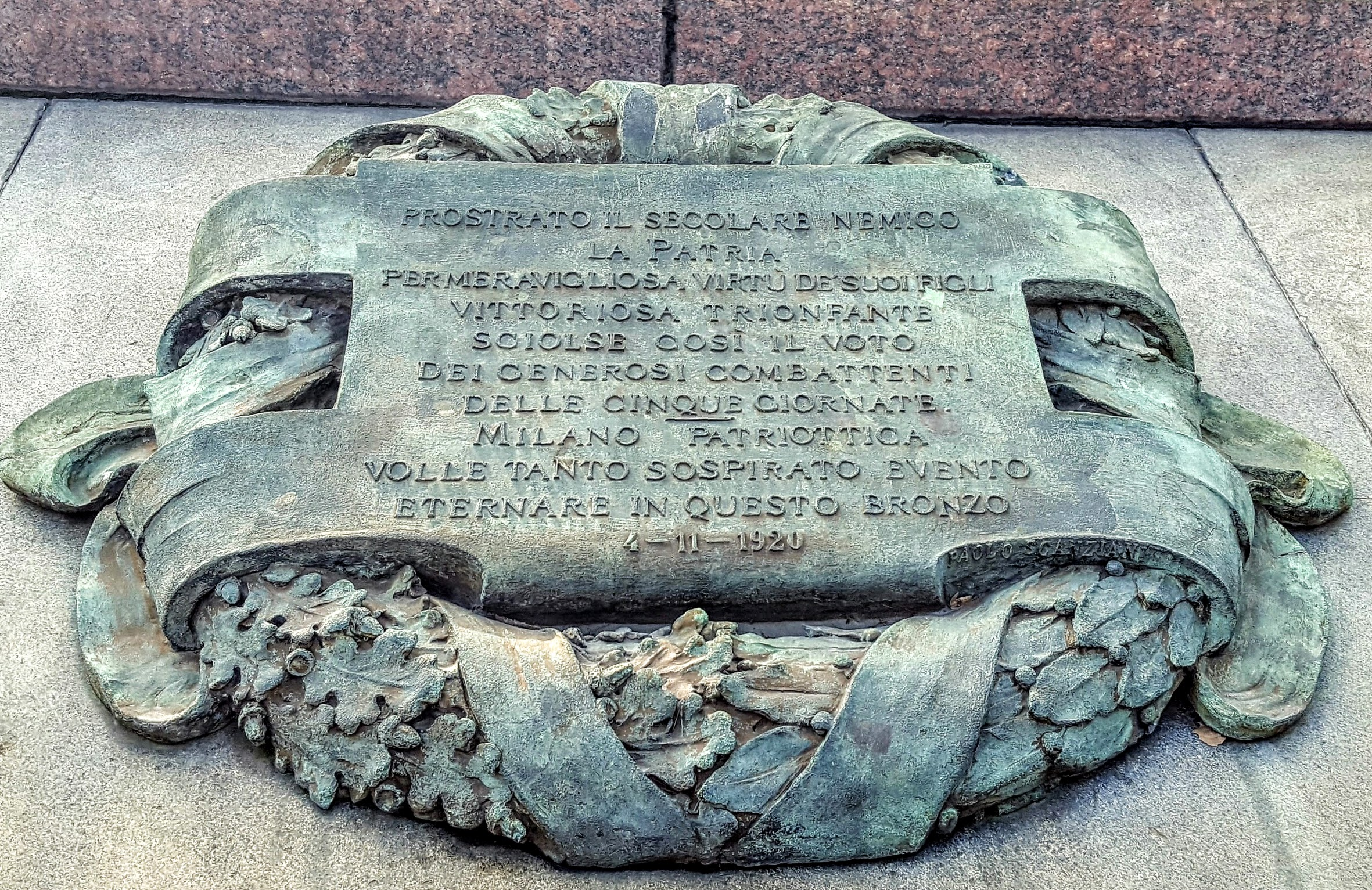
Iscrizione del 1920 (lato nord)